# Горгадзе, Сергей Романович
Сергей Романович Горгадзе (груз. სერგი რომანოზის ძე გორგაძე, 2 апреля 1876 года — 10 июля 1929 года) — грузинский историк, один из основателей Тбилисского университета.

## Биография
В 1886 году поступил в Кутаисскую духовную семинарию, которую окончил в 1890 году. Затем учился в Тифлисской духовной семинарии (окончил в 1897) и в Казанской духовной академии.
В 1901 году получил кандидатскую степень.
В 1903 году переехал в Тифлис и преподавал грузинский язык, литературу и историю в грузинской гимназии.
Автор серии статей об истории Грузии. Написал ряд литературных произведений, издавал литературные памятники Грузии, в том числе полное собрание сочинений Бесариона Габашвили (Бесики). Редактор «Хрестоматии по литературе и истории Грузии».
Сотрудничал в Обществе распространения грамотности среди грузин.
Похоронен в Дидубийском пантеоне писателей и общественных деятелей.